# Moussa Dembélé (belgijski piłkarz)
Mousa Sidi Yaya Dembélé (ur. 16 lipca 1987 w Antwerpii) – belgijski piłkarz pochodzenia malijskiego, który występował na pozycji środkowego pomocnika. W latach 2006–2018 wielokrotny reprezentant Belgii. Brązowy medalista Mistrzostw Świata w 2018 roku w Rosji, oraz uczestnik Mistrzostw Świata w 2014 roku w Brazylii. Uczestnik Mistrzostw Europy 2016. 
W swojej karierze występował m.in. w takich klubach jak: Tottenham, AZ Alkmaar czy Fulham.

## Kariera klubowa

### Germinal Beerschot
Dembélé jest wychowankiem klubu Germinal Beerschot. Do pierwszego składu pierwszoligowego zespołu trafił w 2003, a w lidze zadebiutował 24 kwietnia 2004 w wygranym 3:1 meczu z Royal Charleroi. Był to jego jedyny mecz w tamtym sezonie, dopiero w kolejnym zagrał w 19 meczach i zdobył 1 gola (w wygranym 1:0 meczu z RAEC Mons.

### Willem II Tilburg.
Latem 2005 Mousa podpisał kontrakt z Willem II Tilburg. W holenderskiej Eredivisie zadebiutował 13 sierpnia w przegranym 1:2 meczu z RKC Waalwijk. W Willem II miał pewne miejsce w pierwszym składzie i w pierwszym sezonie zdobył 9 bramek. Jego zespół zajął przedostatnie, 17. miejsce w tabeli, a utrzymał się dopiero po barażach.

### AZ Alkmaar
W lipcu 2006 Dembélé za 5 milionów euro przeniósł się do AZ Alkmaar. W pierwszym sezonie rozegrał 33 ligowe spotkania, w których zdobył trzy bramki. AZ zajęło natomiast trzecie miejsce w lidze. Rok później Belg zdobył cztery bramki, zaś jego klub zajął 12. miejsce. W sezonie 2008/2009 wraz z AZ Dembélé został mistrzem kraju. Poza tym zdobył Superpuchar Holandii. 

### Dalsza kariera w Anglii
W letnim okienku transferowym sezonu 2010/2011 przeszedł za 6,5 miliona euro do klubu ze stolicy Anglii Fulham. Podpisał 3-letni kontrakt. 28 sierpnia 2012 roku Fulham Londyn poinformował, że zaakceptował ofertę Tottenhamu za reprezentanta Belgii. Fulham otrzyma za niego 15 milionów funtów. Swojego pierwszego gola dla Tottenhamu w Premier League strzelił w debiucie z Norwich w 69 minucie. W meczu tym grał od początku drugiej połowy.

### Guangzhou R&F FC
17 stycznia 2019 podpisał kontrakt z chińskim klubem Guangzhou R&F FC, do którego został sprzedany za 12,45 milionów euro. 1 stycznia 2023 oficjalnie zakończył piłkarską karierę.
| Sezon                    | Klub                     | Kraj                     | Rozgrywki                | Mecze | Bramki |
| ------------------------ | ------------------------ | ------------------------ | ------------------------ | ----- | ------ |
| 2003/04                  | Germinal Beerschot       | Belgia                   | Eerste Klasse            | 1     | 0      |
| 2004/05                  | Germinal Beerschot       | Belgia                   | Eerste Klasse            | 19    | 1      |
| Łącznie w Eerste Klasse  | Łącznie w Eerste Klasse  | Łącznie w Eerste Klasse  | Łącznie w Eerste Klasse  | 20    | 1      |
| 2005/06                  | Willem II Tilburg        | Holandia                 | Eredivisie               | 33    | 9      |
| 2006/07                  | AZ Alkmaar               | Holandia                 | Eredivisie               | 33    | 6      |
| 2007/08                  | AZ Alkmaar               | Holandia                 | Eredivisie               | 33    | 4      |
| 2008/09                  | AZ Alkmaar               | Holandia                 | Eredivisie               | 23    | 10     |
| 2009/10                  | AZ Alkmaar               | Holandia                 | Eredivisie               | 29    | 4      |
| Łącznie w Eredivisie     | Łącznie w Eredivisie     | Łącznie w Eredivisie     | Łącznie w Eredivisie     | 144   | 31     |
| 2010/11                  | Fulham                   | Anglia                   | Premier League           | 24    | 3      |
| 2011/12                  | Fulham                   | Anglia                   | Premier League           | 35    | 2      |
| 2012/13                  | Tottenham Hotspur        | Anglia                   | Premier League           | 30    | 1      |
| 2013/14                  | Tottenham Hotspur        | Anglia                   | Premier League           | 28    | 1      |
| 2014/15                  | Tottenham Hotspur        | Anglia                   | Premier League           | 25    | 1      |
| 2015/16                  | Tottenham Hotspur        | Anglia                   | Premier League           | 30    | 2      |
| 2016/17                  | Tottenham Hotspur        | Anglia                   | Premier League           | 31    | 0      |
| 2017/18                  | Tottenham Hotspur        | Anglia                   | Premier League           | 29    | 0      |
| 2018/19                  | Tottenham Hotspur        | Anglia                   | Premier League           | 10    | 0      |
| Łącznie w Premier League | Łącznie w Premier League | Łącznie w Premier League | Łącznie w Premier League | 242   | 10     |

## Kariera reprezentacyjna
W reprezentacji Belgii Dembélé zadebiutował 20 maja 2006 w zremisowanym 1:1 towarzyskim meczu ze Słowacją. Z Belgią występuje w eliminacjach do Euro 2008, a w wygranym 3:0 meczu z Azerbejdżanem zdobył swojego pierwszego gola w kadrze.
Był uczestnikiem Mistrzostw Świata w 2014 roku w Rosji oraz Euro 2016 organizowanych we Francji.
W 2018 roku sięgnął po brązowy medal na Mistrzostwach świata w piłce nożnej w 2018, z reprezentacją Belgii. Był jednym z głównych zawodników w składzie, i rozegrał cztery mecze. 
Między innymi mecz grupowy przeciwko reprezentacji Panamy, który zakończył się wynikiem 3:0 na korzyść Belgów oraz mecz przeciwko reprezentacji Anglii, który zakończył się wynikiem 1:0 ponownie na korzyść Belgów. Kolejny mecz jaki rozegrał, to mecz półfinałowy przeciwko reprezentacji Francji, Dembélé grał od pierwszej minuty i łącznie w tym meczu rozegrał 60 minut spotkania, które zakończyło się wynikiem 1:0 na konto Francji. Ostatni mecz Belgów na turnieju był to mecz o brązowy medal na mistrzostwach świata. Dembélé wszedł z ławki w 78 minucie meczu. Spotkanie zakończyło się wynikiem 2:0 na konto Belgów, tym samym zapewniło im brązowy medal na Mistrzostwach Świata.
Był to historyczny moment, gdyż jest to pierwszy i dotychczas jedyny medal jaki reprezentacja Belgii, zdobyła na tym turnieju.
Kilka miesięcy po mistrzostwach świata Moussa Dembélé zakończył karierę reprezentacyjną.

## Sukcesy

### AZ Alkmaar
- Mistrz Holandii: 2008/09
- Superpuchar Holandii: 2009/10
- Uczestnik Ligi Mistrzów: 2009/10

### Tottenham Hotspur
- Finalista EFL Cup: 2014/15
- Uczestnik Ligi Mistrzów: 2016/17, 2017/18, 2018/19

### Belgia
- 3. miejsce na Mistrzostwach Świata: 2018
- Uczestnik Mistrzostw Świata: 2014
- Uczestnik Mistrzostw Europy: 2018[19]